# Stanisław Srokowski (geograf)
Stanisław Józef Srokowski (ur. 8 lipca 1872 w Węgrzcach, zm. 20 sierpnia 1950 w Warszawie) – polski geograf, konsul RP w Odessie i Królewcu, wojewoda wołyński (1923–1924), założyciel i pierwszy dyrektor Instytutu Bałtyckiego.

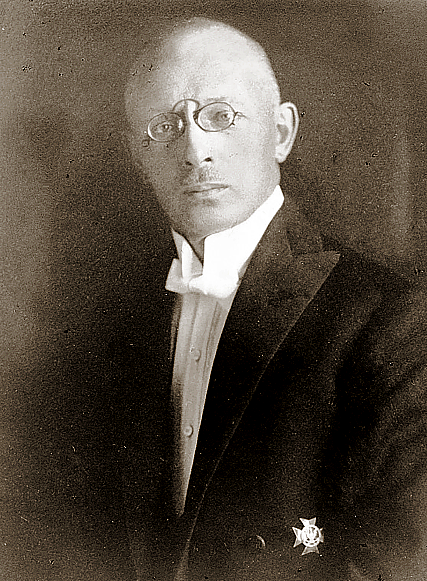
Stanisław Srokowski

## Życiorys
Był synem Leona, pracownika urzędu celnego i Izabeli z Pisiulinskich. Był bratem stryjecznym Konstantego, Stanisława, krewnym Włodzimierza Scholze-Srokowskiego. Uczęszczał do Gimnazjum św. Anny, a następnie do Gimnazjum św. Jacka w Krakowie, gdzie 18 września 1891 uzyskał świadectwo dojrzałości. Studiował na Wydziale Filozoficznym UJ w Krakowie, po trzech latach przeniósł się na Uniwersytet Lwowski. W 1896 rozpoczął studia w Akademii Rolniczej w Przybramie, szybko je jednak porzucił i odbył kilkumiesięczną podróż po Afryce i Europie Południowej.
Był suplentem (zastępcą nauczyciela) w Gimnazjum im. Franciszka Józefa we Lwowie, od 1897 w męskim seminarium nauczycielskim w Rzeszowie. Tu jego uczniem był Władysław Sikorski, o czym Srokowski napisał po wojnie publikując wspomnienia Nieznane lata generała Sikorskiego. Wspomnienia wychowawcy i nauczyciela… („Problemy” R. 3: 1947 nr 4). W 1899 złożył na UJ egzamin państwowy na nauczyciela szkół średnich (z prawem nauczania geografii i historii), potem pracował kolejno w seminariach żeńskim i męskim we Lwowie.
30 lipca 1901 otrzymał nominację na nauczyciela rzeczywistego, następnie od 1 września tego roku pracował jako nauczyciel w Seminarium nauczycielskim męskim w Tarnopolu. W 1903 został wybrany prezesem tamtejszego oddziału Towarzystwa Szkoły Ludowej (TSL), podejmując pracę oświatową wśród ludności polskiej zamieszkałej wokół Tarnopola, Trembowli, Skałatu i Zbaraża. Starał się wydobyć ją spod wpływu ukraińskiej organizacji społeczno-oświatowej „Proswita”. W 1909 założył Muzeum Podolskie w Tarnopolu. Przez pewien czas, m.in. w 1906 był członkiem c. k. Rady szkolnej okręgowej w Tarnopolu. 4 lutego 1906 uczestniczył w wiecu, 16 października 1910 w obchodach grunwaldzkich w Czortkowie. Po zamordowaniu namiestnika Galicji Andrzeja Potockiego przez Myrosława Siczynskiego zgłosił w starostwie w Tarnopolu przejście z obrządku greckokatolickiego na rzymskokatolicki, by zamanifestować odcięcie się od narodowego ruchu ukraińskiego.
Opracował Przewodnik po Muzeum Podolskim Towarzystwa Szkoły Ludowej w Tarnopolu (Tarnopol 1912). Był inicjatorem powstania i został wiceprezesem zatwierdzonego 23 grudnia 1911 Towarzystwa „Ziemia Polska”, mającego za cel utrzymanie polskiego stanu posiadania w kraju w zakresie własności ziemskiej. Nauczanie kontynuował podczas pierwszej wojny światowej w polskich szkołach w Kijowie.
Był członkiem Ligi Narodowej przed 1914. Od 1919 w służbie konsularnej Rzeczypospolitej. Od października 1919 konsul w Odessie, kontrolowanej wówczas przez Siły Zbrojne Południa Rosji gen. Antona Denikina. W pracy koncentrował się na akcji repatriacji Polaków. Wobec klęski Denikina i zbliżania się Armii Czerwonej do miasta 11 lutego 1920 przeprowadził ewakuację ostatniej grupy Polaków do Rumunii, a stamtąd, po odbyciu kwarantanny powrócił do Warszawy. 13 kwietnia 1920 mianowany przez Naczelnika Państwa konsulem generalnym w Królewcu, władze niemieckie udzieliły mu warunkowego agrément 2 lipca 1920, tuż przed przewidzianym przez traktat wersalski plebiscytem na Warmii i Mazurach, ostatecznie przegranym przez Polskę. Po plebiscycie zajął się obserwacją działań władz niemieckich w Prusach Wschodnich wobec wojny polsko-bolszewickiej. Informował Warszawę o nieformalnej niemiecko-sowieckiej współpracy wojskowej, interweniował u władz niemieckich w związku z planami nielegalnego tranzytu przez Prusy Wschodzie dwóch dywizji sowieckich w przeddzień bitwy warszawskiej. Fakt przekroczenia przez Niemcy postanowień traktatu wersalskiego ujawnił wobec misji alianckich w Królewcu. Obserwował okupację litewską Suwalszczyzny i współdziałanie litewsko-sowieckie podczas wojny polsko-bolszewickiej. Materiały Srokowskiego zostały wykorzystane w pertraktacjach z Litwą, a po ich zerwaniu w październiku 1920 do uzasadnienia depeszy ministra spraw zagranicznych Eustachego Sapiehy do Ligi Narodów, zarzucającej Litwie złamanie neutralności wobec Polski. Po utworzeniu Litwy Środkowej przez gen. Lucjana Żeligowskiego (9 października 1920) zbierał materiał dowodowy na temat pomocy niemieckiej dla Litwy i działań radzieckich na Litwie.
Pod koniec maja 1921, po wybuchu III powstania śląskiego na polecenie premiera Wincentego Witosa przejął obowiązki delegata Polski na Górnym Śląsku, z poleceniem doprowadzenia we współpracy z Wojciechem Korfantym likwidacji powstania. W latach 1923–1924 wojewoda wołyński. Ze stanowiska tego został odwołany 29 sierpnia 1924 w związku z krytycznym stosunkiem do polityki państwowej wobec ludności niepolskiej na wschodzie, której to polityce zarzucał publicznie po odwołaniu ze stanowiska uzależnienie od interesów miejscowych Polaków i ignorowanie (szczególnie przez Stanisława Grabskiego) odrębności narodowej Ukraińców i nastrojów ludności prawosławnej.
Osiadł w Margoninie w województwie poznańskim, gdzie publikował na temat Prus Wschodnich, we współpracy ze Związkiem Obrony Kresów Zachodnich (ZOKZ). W 1925 na łamach „Strażnicy Zachodniej” (nr 1–3), organu ZOKZ, ogłosił cykl artykułów Z krainy Czarnego Krzyża.
Był współzałożycielem Instytutu Bałtyckiego w Toruniu, który miał prowadzić działalność badawczą i informacyjną w zakresie problemów polsko-bałtyckich. W kwietniu 1926 Srokowski został jego dyrektorem, jednak, choć potraktowany życzliwie przez Ministra wyznań religijnych i oświecenia publicznego oraz MSZ, nie otrzymał wsparcia ze strony wojewody pomorskiego Stanisława Wachowiaka i 1 lipca tego roku zrezygnował z tej funkcji.
Opracował podręczniki Geografia gospodarcza Polski (1931, 1939) i Geografia gospodarcza ogólna (1934). W maju 1931 został wyróżniony godnością członka honorowego Towarzystwo Szkoły Ludowej.
W czasie II wojny światowej mieszkał w Bukowcu pod Legionowem, był wykładowcą tajnej Akademii Nauk Politycznych. Po utworzeniu Tymczasowego Rządu Jedności Narodowej w lipcu 1945, został doradcą naukowym ministra administracji publicznej Władysława Kiernika do spraw podziału terytorialnego państwa, delimitacji granic i problemów geograficznych.
15 marca 1949 został profesorem tytularnym Uniwersytetu Warszawskiego, po II wojnie światowej pierwszym prezesem Polskiego Towarzystwa Geograficznego.
24 stycznia 1946 został przewodniczącym (tę funkcję pełnił do śmierci w 1950) Komisji Ustalania Nazw Miejscowości, która zajmowała się przywracaniem nazw polskich i spolszczaniem nazw niemieckich na Ziemiach Odzyskanych.
Był dwukrotnie żonaty, drugi związek małżeński zawarł w 1921 roku w kościele ewangelicko-reformowanym w Warszawie z Marią Stefanią z Balickich Batycką, zmarł bezpotomnie. Przeszedł na kalwinizm. Pochowany został na cmentarzu ewangelicko-reformowanym w Warszawie (kwatera F-2-11).
Celem uhonorowania Srokowskiego (jeszcze za jego życia), w listopadzie 1946 roku zmieniono nazwę wsi w północno-wschodniej Polsce z Dryfort na Srokowo. We wrześniu 1980 roku został patronem tamtejszej zbiorczej szkoły gminnej.
Materiały archiwalne Stanisława Srokowskiego znajdują się w PAN Archiwum w Warszawie pod sygnaturą III-22.

## Wybrane prace

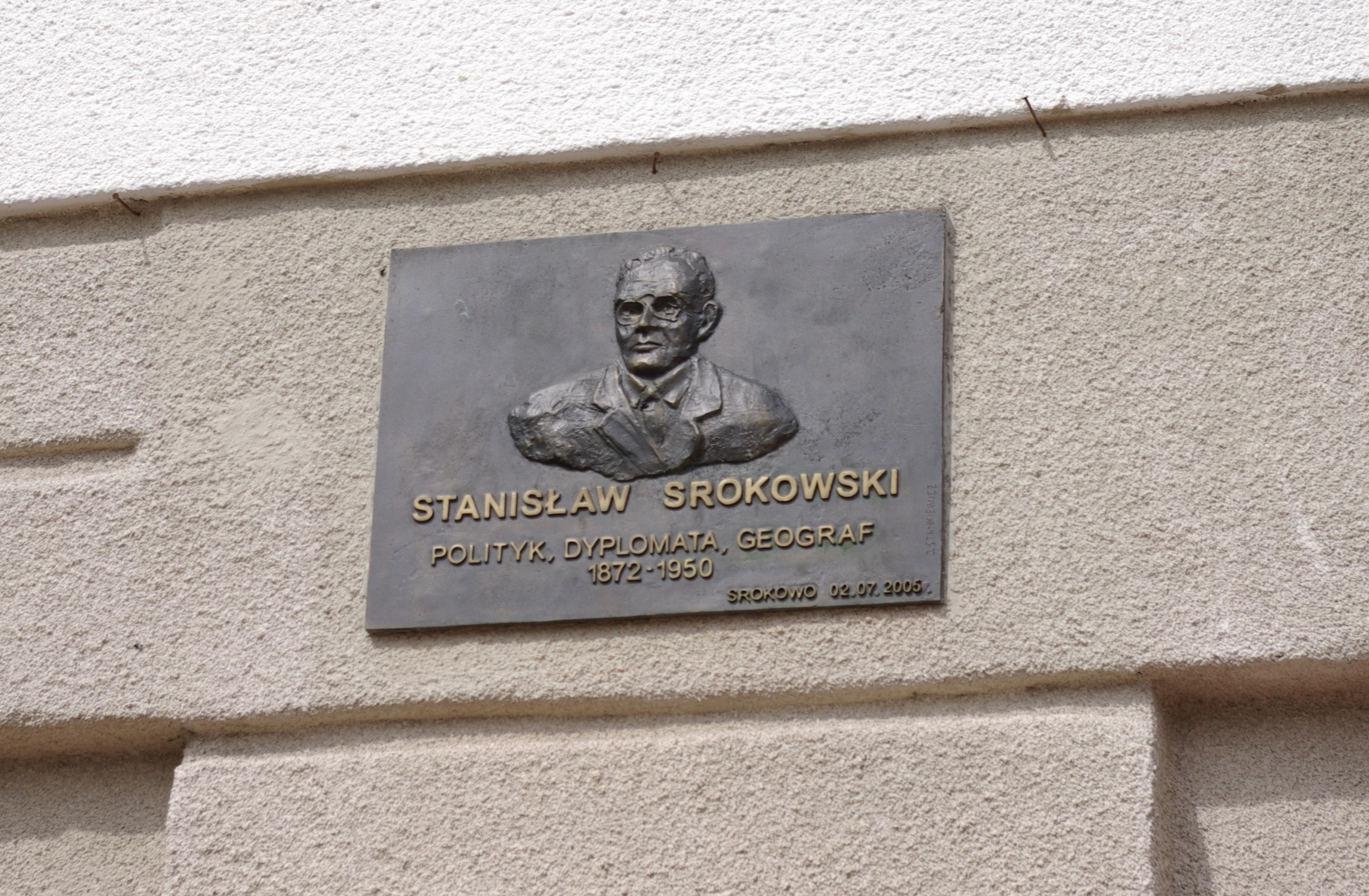
Tablica pamiątkowa prof. Stanisława Srokowskiego na ratuszu w Srokowie

- Geografia gospodarcza Polski, Wyd. Instytut Społeczny Warszawa 1939
- Geografia gospodarcza ogólna, Wyd. Państwowe Zakłady Wydawnictw Szkolnych Warszawa 1950
- Z dni zawieruchy dziejowej: 1914–1918, Nakładem Księgarni Geograficznej „Orbis” Kraków 1932
- Prusy Wschodnie, Wyd. Państwowe Zakłady Wydawnictw Szkolnych Warszawa 1947
- Z krainy Czarnego Krzyża, Wydawnictwo Pojezierze Olsztyn 1980, ISBN 83-7002-046-1.
- Czesi: szkic kulturalno-obyczajowy, Wyd. Hoesicka, Kraków 1898
- Wspomnienia z trzeciego powstania górnośląskiego 1921 r., Wyd. Związek Obrony Kresów Zachodnich Poznań 1926
- Zarys geografii fizycznej ziem polsko-litewsko-ruskich, Wyd. Rady Okręgowej Kijów 1918
- Uwagi o kresach wschodnich, Kraków 1925
- Pomorze Zachodnie, Wyd. Instytut Bałtycki Gdańsk 1947
- Dziennik 1939–1944, oprac. Piotr Biliński i Jacek Emil Szczepański, Wyd. Instytut Pileckiego 2021

## Ordery i odznaczenia
- Krzyż Komandorski Orderu Odrodzenia Polski – 2 maja 1923 „za zasługi, położone dla sprawy polskiej w Prusach Wschodnich”[15][16]